# 北歐理事會
北歐理事會（英语：Nordic Council）是由北歐國家政府所組成的議會間合作組織。該組織於1952年成立，共有87名代表，分別由來自丹麥、芬蘭、冰島、挪威、瑞典五個主權國家，及奧蘭群島（屬芬蘭）、法羅群島（屬丹麥）和格陵蘭島（屬丹麥）三個地區。所有代表均爲成員國（地區）本地議會內部選出的議員。理事會在每年10月或11月舉行常規會議，但亦會舉行針對某一特定主題的額外會議。
理事会秘書處設於哥本哈根，並在各會員國設有分支機構。北歐理事會的官方語言爲丹麥語、挪威語、瑞典語、冰島語以及芬蘭語，而當中前三者則是工作語言。三種工作語言爲區域80%人口的母語，同時亦廣泛作爲剩餘20%人口的第二語言或第二外語。
另外一個重要的組織，北歐部長理事會亦於1971年成立，作爲對北歐理事會的補充。該兩組織共同參與與比鄰地區的合作，包括德國的石勒苏益格-荷尔斯泰因，俄羅斯，波羅的海國家以及比荷盧聯盟。

## 历史
二戰期間，丹麥與挪威相繼被德國占領，芬蘭與蘇聯展開代價沉重的冬季戰爭，而瑞典雖保持中立，但仍受戰爭影響。二戰后，北歐各國為加强共同防禦能力，開始構思建立北歐防衛同盟。但是芬蘭由於1948年與蘇聯簽訂的條約規定芬蘭必須保持中立，不得加入任何軍事同盟，因此芬蘭無法加入。
防衛同盟初期規劃統一北歐各國的國防和外交政策，對國際衝突一致保持中立，并且不加入北約。但是美國當時十分關注在北歐建立軍事基地，同時亦不相信北歐國家有足夠能力保衛自己，因此發表聲明若然北歐國家不加入北約，美國則不保證對北歐地區的軍事支持。由於丹麥與挪威當時尋求美國幫助以完成戰後重建，兩國決定加入北約，防衛同盟規劃因而瓦解。
而其他北歐國家之間的深化合作，例如關稅同盟等，亦以失敗告終。這使得丹麥首相汉斯·赫托夫於1951年提案建立北歐國家議會間的合作聯盟。提案在1952年得到丹麥、冰島、挪威以及瑞典的批准。 理事會第一届會議於1953年2月13日丹麥議會内舉行，會議選舉丹麦首相Hans Hedtoft為理事會主席。斯大林去世後，隨著芬蘭與蘇聯的關係回暖，前者亦於1955年加入。
1954年7月2日，北歐共同勞工市場成立。受惠於1952年北歐國家間的自由旅行條約，1958年北歐護照聯盟亦相繼成立。共同勞工市場以及護照聯盟的成立保證了北歐國家公民的在内部的自由遷徙。1955年，北歐開始實施共同的社會保障協議。北歐國家一開始有計劃過成立單一市場，但是1959年構想就被放棄。不久，丹麥、挪威和瑞典加入了歐洲自由貿易區，1961年，芬蘭以觀察員身份加入，同年，丹麥與挪威加入歐洲經濟共同體。
歐洲經濟共同體的蓬勃發展使北歐國家開始希望能夠簽訂條約來成立正式的北歐組織——赫爾辛基條約於1962年3月24日生效，該條約勾勒了北歐理事會的基本架構。其後，各類北歐合作組織與項目亦相繼成立：北歐公共衛生學院、北歐文化基金以及成立於雷克雅未克的北歐文化館。丹麥首相於1970年提案成立北歐經濟組織（Nordek）以深化北歐國家的全面經濟合作。組織於1970年獲准成立，但是芬蘭因爲其與蘇聯的關係，而不能和其他潛在的歐洲經濟共同體成員國（丹麥、挪威）有更緊密的經濟聯係，該國因此隨後退出。北歐經濟組織于是流產。
其後，丹麥與挪威正式申請加入歐洲經濟共同體，1971年北歐部長理事會成立，以確保該區域國家間合作。1970年，理事會允許法羅群島以及奧蘭的代表加入（分別作爲丹麥以及芬蘭代表團的一部分）。挪威在1972年退出了歐洲經濟共同體，之後丹麥便充當聯絡北歐理事會及歐洲經濟共同體的橋梁角色。雖然芬蘭在當時並未考慮完全加入歐洲經濟共同體，但在1973年芬蘭仍然與共同體簽訂了自由貿易協議，從1977年起取消關稅，不過針對部分商品的關稅，過渡期則需至1985年。瑞典由於中立政策而沒有加入歐洲經濟共同體。格陵蘭島隨後亦離開了共同體，取而代之的是更加关注北極事務。
20世紀70年代，北歐理事會相繼成立北歐工業基金會以及北欧投资银行。同時，理事會亦開始涉足環保領域，並爲了減輕波羅的海以及北大西洋的污染，成立了北歐聯合能源網。1983年，北歐科學政策理事會成立。1984年，格陵蘭的代表允許作爲丹麥代表團的一部分參加北歐理事會。
隨著1991年蘇聯解體，北歐理事會開始更多與波羅的海國家合作。瑞典和芬蘭加入了歐盟，挪威有提交申請，不過後來則國内投票拒絕加入。雖然挪威與冰島沒成爲歐盟成員國，但是兩國皆有加入歐洲經濟區，與歐盟在經濟上共融。北歐護照聯盟於1996年歸入申根區内。
北歐理事會現在更加關注北冰洋、波羅的海、歐洲以及加拿大方面的事務。連接瑞典及丹麥的松德海峽大橋極大地方便了跨境旅行。但是原先北欧理事会诸多一体化上的功效现在已经被欧盟以及欧洲经济区取代。2008年冰岛开始与欧盟展开加入对话，但是在2015年决定撤销入盟申请。

## 架構

### 理事會
北歐理事會由87名代表組成，代表分別來自成員國（地區）的當地議會內部選出的議會。理會會每年秋天會舉行主要會議，但在春天亦會舉行主題會議。各國議會（包含三個自治領土的地方議會）均設有祕書處。
理事會本身並無正式權力，但成員國政府皆有義務通過本國立法程序實施理事會的決定。由於丹麥、挪威和冰島爲北約成員國，而瑞典和芬蘭則保持中立，故北歐理事會並不涉及任何軍事上的合作。

### 部長理事會
北歐理事會的初衷是加強各國議會間的合作。但1971年，北歐部長理事會正式成立，以負責北歐各國政府間的合作。各政府首長負有最高責任，但通常由各國政府內的北歐合作部門負責日常事務。理事會內的三個自治領土亦可以派出各自的代表。部長理事會在波羅的海國家亦設有辦公室。

### 語言
理事會採用三種大陸斯堪的納維亞語言——丹麥語、挪威語和瑞典語爲工作語言，但同時亦提供芬蘭語及冰島語翻譯（但三種工作語言間不設互譯）。出於公共通信目的，理事會也提供英語文件。理事會將三種工作語言定義爲同一共同語言體下的三種不同語言。根据《北歐語言公約》，自1987年起，北歐國家的公民可以用母語跟其他北歐國家的官方機構溝通，不須繳付翻譯和傳譯費用。公約適用於醫院、求職中心、警察和社會保安中心，包括丹麦语、挪威语、瑞典语、芬兰语和冰岛语5種語言。
2018年10月31日，理事會決定自2020年1月1日起，芬蘭語和冰島語亦將成爲組織的官方語言。雖然工作語言依然不變，但理事會強調各祕書處必須設有能夠使用芬蘭語和冰島語的工作人員。時任理事會主席米卡埃尔·特兹希那認爲此舉固然是好，但他亦對就此增加的支出而表示擔憂，並且希望不會因此而迫使理事會最終轉向使用英語。

## 会员
北欧理事会会员：
| 国家     | 纹章          | 旗帜     | 会员资格 | 议会         | 性质             | 加入时间 | 与欧盟关系                    | 与北约关系 |
| -------- | ------------- | -------- | -------- | ------------ | ---------------- | -------- | ----------------------------- | ---------- |
| 丹麦     | Denmark       | 丹麦     | 完全     | 丹麦议会     | 主权国家         | 1952     | 欧盟成员国                    | 北约成员国 |
| 芬兰     | Finland       | 芬兰     | 完全     | 芬兰议会     | 主权国家         | 1955     | 欧盟成员国                    | 北约成员国 |
| 冰岛     | Iceland       | 冰岛     | 完全     | 冰岛议会     | 主权国家         | 1952     | 準成员国 (歐洲經濟區, 申根區) | 北约成员国 |
| 挪威     | Norway        | 挪威     | 完全     | 挪威议会     | 主权国家         | 1952     | 準成员国 (歐洲經濟區, 申根區) | 北约成员国 |
| 瑞典     | Sweden        | 瑞典     | 完全     | 瑞典议会     | 主权国家         | 1952     | 欧盟成员国                    | 北约成员国 |
| 奥兰     | Åland         | 奥兰     | 準會員國 | 奥兰议会     | 芬兰自治区       | 1970     | 领地                          | 非军事区   |
| 法罗群岛 | Faroe Islands | 法罗群岛 | 準會員國 | 法罗群岛议会 | 丹麦海外自治领地 | 1970     | 有限接触                      | 北约成员国 |
| 格陵兰   | Greenland     | 格陵兰   | 準會員國 | 格陵兰议会   | 丹麦海外自治领地 | 1984     | 欧洲联盟特别领域              | 北约成员国 |

## 觀察員、特邀賓客以及鄰國合作
挪威、瑞典以及芬兰三地的萨米议会希望能够在北欧理事会中获得正式代表席，而現時薩米理事會是北歐理事會中唯一具有觀察員地位的組織。同時，北歐青年委員會亦擁有常駐客席。理事會主席有權邀請其他民選組織代表到理事會發言。近年來，理事會一直有邀請其他北歐地區或國際組織參與會議，當中以來自波羅的海區域和俄羅斯西北部的賓客爲多。
北歐理事會定義愛沙尼亞，拉脫維亞，立陶宛以及俄羅斯爲“毗鄰區域”。理事會將與以上國家在毗鄰區域政策下開展正式合作。近年理事會重點逐漸向俄羅斯傾斜。
北歐理事會歷史上支持波羅的海國家從蘇聯獨立。1991年波羅的海國家獨立運動期間，丹麥及冰島向理事會施壓，企圖將當時尚未獨立的愛沙尼亞、拉脫維亞以及立陶宛納爲觀察成員國。但芬蘭及挪威於1991年對此表示反對。蘇聯方面強烈譴理事會的嘗試，稱此舉干涉蘇聯內政。 基於內外方面的壓力，北歐理事會最後拒絕給予三地觀察員資。
2016年，德国至北边的一个邦——什列斯威-好斯敦開始派出代表作爲非正式受邀賓客參加理事會會議。该邦在历史上与丹麦有历史渊源，现时亦與丹麥有跨境合作關係，居住着数万丹麦少数民族。
另外需要值得一提的是，法罗群岛亦曾表达过希望在理事会内获得完全会员资格，而非维持现时的準會員國地位。
理事會中三個同爲歐盟成員的會員國——瑞典，丹麥和芬蘭（聯通其他歐盟成員國），波羅的海會議以及比荷盧聯盟近年亦加強了在數碼單一市場、歐洲聯盟經濟暨貨幣聯盟、歐洲難民危機、國防等方面的合作，與俄羅斯、土耳其和英國的關係亦加入了理事會的會議議程。
2021蘇格蘭議會選舉後，芬蘭方面宣佈會考慮給予蘇格蘭觀察員地位。

## 秘书处主任
- 挪威 Emil Vindsetmoe 1971年 - 1973年
- 挪威 Helge Seip（英语：Helge Seip） 1973年 - 1977年
- 挪威 Gudmund Saxrud（英语：Gudmund Saxrud） 1977年 - 1982年
- 芬兰 Ilkka-Christian Björklund 1982年 - 1987年
- 芬兰 Gehard af Schultén 1987年 - 1989年
- 挪威 Jostein Osnes 1990年 - 1994年
- 瑞典 Anders Wenström 1994年 - 1996年
- 冰島 Berglind Ásgeirsdóttir（英语：Berglind Ásgeirsdóttir） 1996年 - 1999年
- 挪威 Frida Nokken（英语：Frida Nokken） 1999年 - 2007年
- 芬兰 Jan-Erik Enestam（英语：Jan-Erik Enestam） 2007年 - 2013年
- 瑞典 Britt Bohlin Olsson（英语：Britt Bohlin Olsson） 2014年 - 2021年
- 法罗群岛 Kristina Háfoss（英语：Kristina Háfoss） 2021 -

## 参見
- 北欧
- 波罗的海
- 波罗的海国家
- 波罗的海国家理事会
- 北欧大使馆
- 社会民主党团
- 北欧绿色左翼联盟
- 比荷盧聯盟